# شط جعفر (العدين)

تعديل مصدري - تعديل

شط جعفر محلة تابعة لقرية الجبل، التابعة لعزلة بني عبد  الله بمديرية العدين إحدى مديريات محافظة إب في الجمهورية اليمنية، بلغ تعداد سكانها 53 حسب تعداد اليمن لعام 2004.